# Intelsat IVA
Die Satelliten der Baureihe Intelsat IVA beziehungsweise Intelsat 4A sind Fernsehsatelliten des International Telecommunications Satellite Consortium (Intelsat) mit Sitz in Luxemburg. Sie wurden von der Firma Hughes Aircraft Company auf Basis der Baureihe Intelsat IV entwickelt und gebaut.

## Intelsat IVA F-1
Der erste von sechs Satelliten wurde am 26. September 1975 mit einer Trägerrakete vom Typ Atlas SLV-3D Centaur-D1AR von Cape Canaveral in Florida ins All befördert. Als Lebensdauer waren sieben Jahre vorgesehen. Die spinstabilisierten Satelliten hatten eine zylindrische Form von 2,38 m Durchmesser und 2,8 m Länge, die an der Außenseite mit 17.000 Solarzellen für die Energieversorgung bestückt waren. Mit den Antennen, die sich nicht mitdrehten, waren sie etwa 7 m hoch und konnten durch die 20 Transponder (16 Spot und 4 Weitwinkel) zwei Fernsehübertragungen oder 7250 Telefongespräche gleichzeitig übertragen. Durch die gegenüber der Generation Intelsat IV verbesserten Antennen und 20 statt 12 Transponder konnte die Übertragungskapazität fast verdoppelt werden.

## Intelsat IVA F-5 und F-6
Von den sechs Satelliten ging der vierte (mit der Bezeichnung F-5) durch ein Leck im Gasgenerator des Triebwerkes beim Start verloren. Der sechste Satellit besaß mit 826 kg beim Start nur etwa die Hälfte der Masse der anderen Satelliten.